# Blackmoorfoot
Blackmoorfoot är en ort i Storbritannien.   Den ligger i distriktet Kirklees i grevskapet West Yorkshire i riksdelen England, i den centrala delen av landet, 260 km nordväst om huvudstaden London. Blackmoorfoot ligger 249 meter över havet och antalet invånare är 3 835. Den ligger vid sjön Blackmoorfoot Reservoir.
Terrängen runt Blackmoorfoot är kuperad åt sydväst, men åt nordost är den platt. Runt Blackmoorfoot är det tätbefolkat, med 947 invånare per kvadratkilometer. Närmaste större samhälle är Huddersfield, 6,1 km nordost om Blackmoorfoot. Trakten runt Blackmoorfoot består i huvudsak av gräsmarker.